# Principal Financial Group
Principal Financial Group es una empresa financiera estadounidense de seguros y gestión de inversiones con sede en Des Moines, Iowa. La empresa fue fundada en 1879 y tiene alcance global.
La empresa se compone de cuatro segmentos: Soluciones para Ingresos y Jubilación, Principal Global Investors, Principal International y US Insurance Solutions.
La empresa emplea aproximadamente a 9000 personas en Des Moines, Iowa, y posee y opera varios edificios en el centro de la ciudad. El más alto, conocido como 801 Grand, tiene 45 pisos (192 m/630 pies),y alberga muchas otras empresas además de Principal.
Hacia marzo de 2014, Principal empleaba a 14 600 personas en todo el mundo, con su centro de entrega global, Principal Global Services, ubicado en Pune, Maharashtra, India. 
Principal también tiene un lobista registrado en la Legislatura de Iowa desde diciembre de 2016. Está designado para ejercer presión sobre el poder ejecutivo del gobierno de Iowa.
En 2019, Principal compró el negocio institucional de jubilación y fideicomisos de Wells Fargo (incluido 401k, pensiones, compensación diferida para ejecutivos, planes de propiedad de acciones para empleados y negocios de asesoramiento de activos) por 1.200 millones de dólares. El acuerdo se financió con efectivo y financiación de deuda senior. 
En 2021, la firma inversora activista Elliott Investment Management adquirió una participación en Principal y señalaron que impulsarán cambios en la empresa. Las conversaciones con Elliott dieron como resultado el anuncio en febrero de 2021 de dos nuevos directores independientes a su junta directiva. 
La empresa se caracterizaba por poseer un personaje principal y central llamado Eddie, quien protagonizaba las campañas de marketing de Principal Financial Group desde 2005 a 2015. Anuncios impresos y televisados de Eddie a menudo lo mostraban enfrentando desafíos y usando el logotipo de Principal Edge para resolver sus problemas financieros, comerciales y de la vida cotidiana. Eddie fue retirado en 2015 en preparación para el nuevo logotipo de la empresa que debutó en 2016. 